# Remi Elie
Remi Elie, född 16 april 1995, är en kanadensisk professionell ishockeyspelare som spelar för Linköping HC i SHL. Mellan 2012 och 2015 representerade han tre olika klubbar i OHL; London Knights, Belleville Bulls och Erie Otters. Han draftades 2013 och valdes i den andra rundan av Dallas Stars som 40:e spelare totalt. Han tillhörde Stars mellan 2015 och 2018 och spelade då både i NHL och för farmarklubben Texas Stars i AHL. I sin sista säsong i organisationen var han ordinarie i NHL, men avslutade säsongen med Texas som tog sig till Calder Cup-final.
Mellan 2018 och 2022 spelade Elie främst i AHL där han under tre säsonger representerade Rochester Americans och spelade en säsong för Syracuse Crunch. Under denna period spelade han också för Buffalo Sabres och Tampa Bay Lightning i NHL. Inför säsongen 2022/23 lämnade han Nordamerika för spel med Färjestad BK i Svenska Hockeyligan och sedan 2023 tillhör han Linköping HC.

## Karriär

### 2012–2015: Början av karriären
Efter att ha blivit OHL-draftad av London Knights 2011, meddelades det den 29 april 2012 att Elie skrivit ett avtal med klubben. Den följande säsongen var hans första i ligan och han blev omgående OHL-mästare med Knights. Han draftades under sommaren 2013 av Dallas Stars i den andra rundan som 40:e spelare totalt. Han spelade därefter ytterligare två säsonger i OHL. I inledningen av säsongen 2013/14 bekräftades det i oktober att Elie blivit bortbytt till Belleville Bulls mot Brady Austin. Elie var Bulls poängmässigt bästa spelare under säsongen då han på 61 matcher stod för 65 poäng. Han vann också lagets interna skytteliga (28) och assistliga (37).
Den 28 september 2014 tillkännagavs det att Elie skrivit ett treårsavtal med Dallas Stars i NHL. Den följande säsongen fortsatte han dock att spela för Bulls i OHL. Den 5 januari 2015 meddelades det att Elie och Jake Marchment bytts bort till Erie Otters mot Trent Fox, Jesse Saban och sex draftval. I Otters gjorde Elie 42 poäng på 28 grundseriematcher (16 mål, 26 assist). Laget, som leddes av den kommande storstjärnan Connor McDavid, tog sig till OHL-final där man dock förlorade mot Oshawa Generals. I slutspelet snittade Elie mer än en poäng per match då han noterades för 4 mål och 20 assist på 20 matcher.

### 2012–2015: AHL och NHL
Under försäsongen 2015 tränade Elie med NHL-klubben Dallas Stars. Han spelade därefter hela säsongen 2015/16 med farmarklubben Texas Stars i AHL. Den 10 oktober 2015 gjorde han AHL-debut i en 4–5-seger mot San Antonio Rampage. Veckan därpå, den 18 oktober, gjorde han sitt första AHL-mål, på Mark Visentin, i en 7–2-seger mot Rockford Icehogs. I sin debutsäsong med Texas stod Elie för 17 poäng på 64 grundseriematcher (sex mål, elva assist). I det efterföljande Calder Cup-slutspelet slogs laget ut i den första rundan av San Diego Gulls med 3–1 i matchserien. På dessa fyra matcher gick Elie poänglös.
Säsongen 2016/17 inledde Elie med Texas och spelade 53 grundseriematcher för laget. På dessa gjorde han 28 poäng (9 mål, 19 assist). I början av mars 2017 meddelades det att Elie blivit uppkallad till Dallas för spel i NHL. Den 4 mars gjorde han NHL-debut i en 2–1-seger mot Florida Panthers. Veckan därpå, den 12 mars, gjorde han sitt första NHL-mål, på Aaron Dell, i en 1–5-förlust mot San Jose Sharks. Han tillbringade återstoden av säsongen i NHL och på 18 matcher stod Elie för sju poäng, varav ett mål.

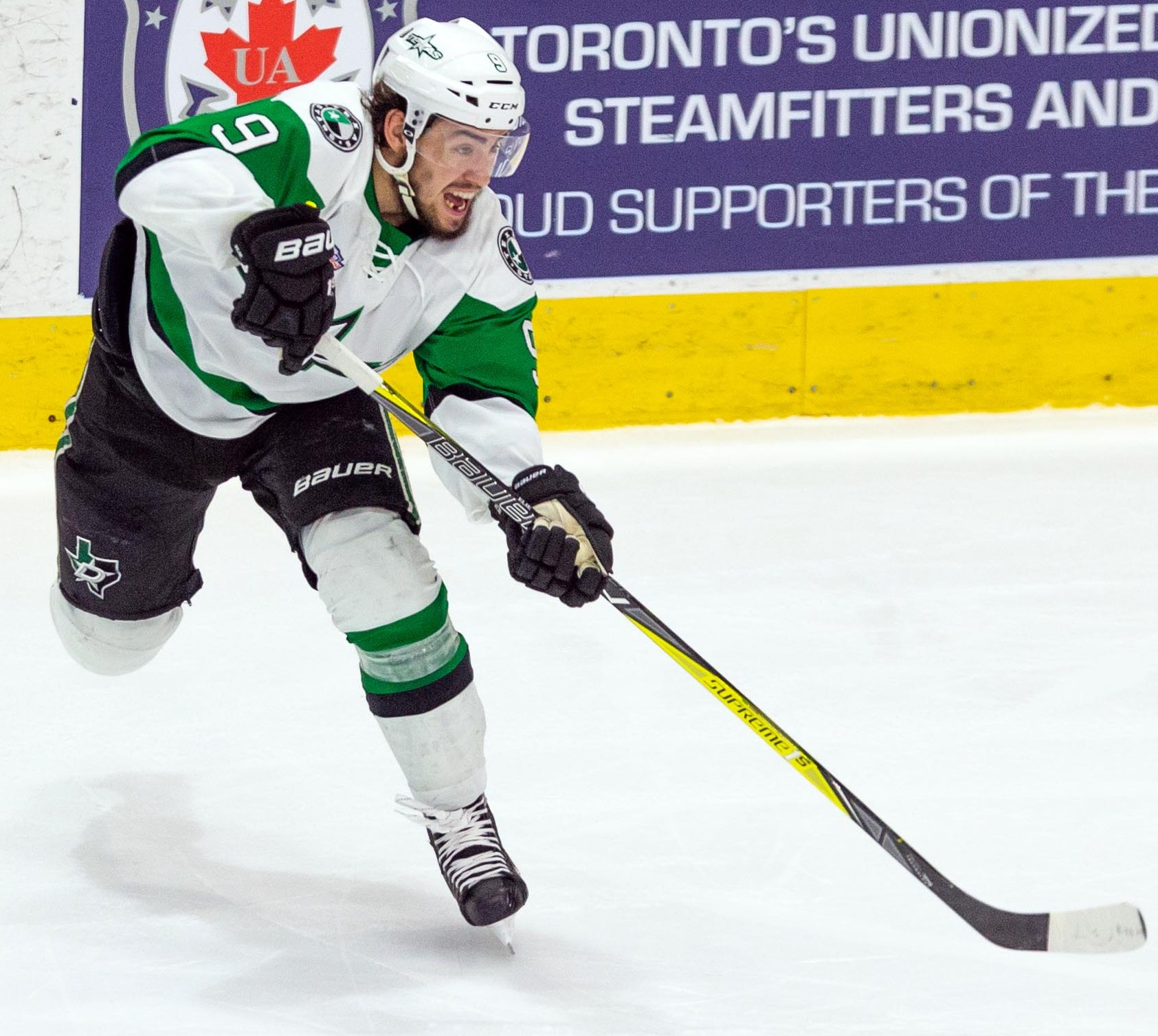
Elie under en av matcherna i finalserien av Calder Cup 2018.

Inför säsongsstarten 2017/18 skickades Elie i början av oktober 2017 ner till Texas i AHL. Han hann spela två matcher i AHL innan han kallades tillbaka Dallas, där han sedan spelade fram till april 2018. Elie spelade 72 grundseriematcher i NHL och stod för 14 poäng (sex mål, åtta assist). För andra säsongen i följd misslyckades Stars att ta sig till Stanley Cup-slutspelet, varför Elie avslutade säsongen med spel i AHL. Han spelade grundseriens två avslutande matcher innan Calder Cup-slutspelet inleddes. Elie var med och hjälpte laget att ta sig till finalspel för tredje gången i klubbens historia. På vägen dit slog man i tur och ordning ut Ontario Reign (3–1), Tucson Roadrunners (4–1) och Rockford Icehogs (4–2). I finalserien föll man mot Toronto Marlies med 4–3 i matcher.
Efter att ha varit free agent bekräftades det den 3 juli 2018 att Elie förlängt sitt avtal med Stars med ytterligare en säsong. Efter att ha deltagit i Stars försäsongsträning placerades Elie på waiverslistan där han plockades upp av Buffalo Sabres den 2 oktober 2018. I Sabres användes Elie främst som reserv och fick begränsat med speltid. Efter 16 matcher för klubben sattes han åter upp på waiverslistan. Han blev inte upplockad av något annat NHL-lag och skickades därefter ner till farmarklubben Rochester Americans i AHL den 3 februari 2019. För Americans stod han för 14 poäng på 25 matcher (åtta mål, sex assist). Laget slogs sedan ut i den första rundan av Calder Cup-slutspelet av de regerande mästarna Toronto Marlies med 3–0 i matcher.
Den 1 augusti 2019 meddelade Sabres att man förlängt avtalet med Elie med ytterligare en säsong. På grund av skadeproblem missade han stora delar av grundserien säsongen 2019/20. Han noterades för 34 matcher och 13 poäng (åtta mål, fem assist). På grund av Covid-19-pandemin avslutades säsongen i förtid. Pandemin gjorde också att starten på säsongen 2020/21 försenades. Den 29 januari 2021 skrev Elie, som free agent, ett ettårskontrakt med Americans i AHL. Den förkortade säsongen visade sig bli lyckad för honom då han på 28 grundseriematcher noterades för 19 poäng. Med tio gjorda mål var han lagets främsta målskytt.
Den 29 juli 2021 stod det klart att Elie skrivit ettårsavtal med Tampa Bay Lightning. Han tillbringade dock större delen av säsongen med farmarlaget Syracuse Crunch i AHL, där han gjorde sin poängmässigt bästa grundserie. På 48 matcher noterades han för 29 poäng, varav 17 mål. I slutet av december 2021 blev han uppkallad till Lightning och spelade därefter sin enda NHL-match för klubben. I Calder Cup-slutspelet slogs Crunch ut i åttondelsfinal av Laval Rocket med 3–2 i matcher. På dessa matcher stod Elie för tre mål.

### Från 2022: Färjestad BK och Linköping HC
Efter sju säsonger i AHL och NHL meddelades det den 26 augusti 2022 att Elie lämnat Nordamerika för spel med Färjestad BK i Svenska Hockeyligan, för vilka han skrivit ett tvåårskontrakt. Elie gjorde sitt första SHL-mål i sin SHL-debut den 17 september samma år, på Kasimir Kaskisuo, i en 3–1-seger mot Leksands IF. Under en match mot Skellefteå AIK i januari 2023 ådrog sig Elie en knäskada, vilken höll honom borta från spel återstoden av grundserien. På 32 matcher noterades han för 18 poäng, varav sex mål. Han gjorde sedan comeback i SM-slutspelet där Färjestad slogs ut av Frölunda HC med 4–3 i matcher. På fem matcher stod Elie för en assistpoäng.
Den 29 april 2023 bekräftades det att Elie lämnat Färjestad och skrivit ett tvåårsavtal med seriekonkurrenten Linköping HC. På 49 grundseriematcher noterades Elie för 26 poäng (10 mål, 16 assist) under säsongen 2023/24. I SM-slutspelet slogs laget ut i kvartsfinalserien mot Skellefteå AIK med 4–0 i matcher. I slutspelet var Elie den spelare i Linköping som ådrog sig flest utvisningsminuter (6). Under sin andra säsong i Linköping stod Elie för 15 mål och slutade på andra plats i lagets interna poängliga. På 49 grundseriematcher stod han för 26 poäng. Han var också lagets mest utvisade spelare (55 minuter) tillsammans med Robin Kovács. I slutskedet av säsongen, den 10 mars 2025, bekräftades det att Elie förlängt sitt avtal med ytterligare två säsonger.

## Statistik
| 2012–13    | London Knights      | OHL        | 65  | 7  | 10 | 17  | 34  | 21 | 4 | 4  | 8  | 8  |
| 2013–14    | London Knights      | OHL        | 6   | 1  | 2  | 3   | 4   | —  | — | —  | —  | —  |
| 2013–14    | Belleville Bulls    | OHL        | 61  | 28 | 37 | 65  | 44  | —  | — | —  | —  | —  |
| 2014–15    | Belleville Bulls    | OHL        | 35  | 14 | 20 | 34  | 24  | —  | — | —  | —  | —  |
| 2014–15    | Erie Otters         | OHL        | 28  | 16 | 26 | 42  | 14  | 20 | 4 | 20 | 24 | 20 |
| 2015–16    | Texas Stars         | AHL        | 64  | 6  | 11 | 17  | 51  | 4  | 0 | 0  | 0  | 0  |
| 2016–17    | Texas Stars         | AHL        | 53  | 9  | 19 | 28  | 37  | —  | — | —  | —  | —  |
| 2016–17    | Dallas Stars        | NHL        | 18  | 1  | 6  | 7   | 8   | —  | — | —  | —  | —  |
| 2017–18    | Texas Stars         | AHL        | 4   | 1  | 0  | 1   | 6   | 19 | 2 | 7  | 9  | 10 |
| 2017–18    | Dallas Stars        | NHL        | 72  | 6  | 8  | 14  | 18  | —  | — | —  | —  | —  |
| 2018–19    | Buffalo Sabres      | NHL        | 16  | 0  | 1  | 1   | 2   | —  | — | —  | —  | —  |
| 2018–19    | Rochester Americans | AHL        | 25  | 8  | 6  | 14  | 14  | 3  | 0 | 0  | 0  | 0  |
| 2019–20    | Rochester Americans | AHL        | 34  | 8  | 5  | 13  | 10  | —  | — | —  | —  | —  |
| 2020–21    | Rochester Americans | AHL        | 28  | 10 | 9  | 19  | 18  | —  | — | —  | —  | —  |
| 2021–22    | Syracuse Crunch     | AHL        | 48  | 17 | 12 | 29  | 23  | 5  | 3 | 0  | 3  | 2  |
| 2021–22    | Tampa Bay Lightning | NHL        | 1   | 0  | 0  | 0   | 0   | —  | — | —  | —  | —  |
| 2022–23    | Färjestad BK        | SHL        | 32  | 6  | 12 | 18  | 20  | 5  | 0 | 1  | 1  | 2  |
| 2023–24    | Linköping HC        | SHL        | 49  | 10 | 16 | 26  | 24  | 4  | 0 | 0  | 0  | 6  |
| 2024–25    | Linköping HC        | SHL        | 49  | 15 | 11 | 26  | 55  | —  | — | —  | —  | —  |
| AHL totalt | AHL totalt          | AHL totalt | 256 | 59 | 62 | 121 | 159 | 31 | 5 | 7  | 12 | 12 |
| OHL totalt | OHL totalt          | OHL totalt | 195 | 66 | 95 | 161 | 120 | 41 | 8 | 24 | 32 | 28 |
| SHL totalt | SHL totalt          | SHL totalt | 130 | 31 | 39 | 70  | 99  | 9  | 0 | 1  | 1  | 2  |
| NHL totalt | NHL totalt          | NHL totalt | 107 | 7  | 15 | 22  | 28  | —  | — | —  | —  | —  |